# Stictonanus exiguus
Stictonanus exiguus är en spindelart som beskrevs av Alfred Frank Millidge 1991. Stictonanus exiguus ingår i släktet Stictonanus och familjen täckvävarspindlar. Inga underarter finns listade i Catalogue of Life.